# Østensjø
Østensjø est un quartier (bydel) de la ville d'Oslo en Norvège. Il est situé dans la partie sud-est d'Oslo. Il est divisé en trois quartiers, Bøler, Oppsal et Manglerud, tous situé au bord du lac Østensjøvannet. Østensjøvannet est depuis 1992, une réserve protégée. L'alliance IL Manglerud Star connu pour son club d'hockey sur glace et de football se situe dans ce quartier.